# Ёжик на колесах

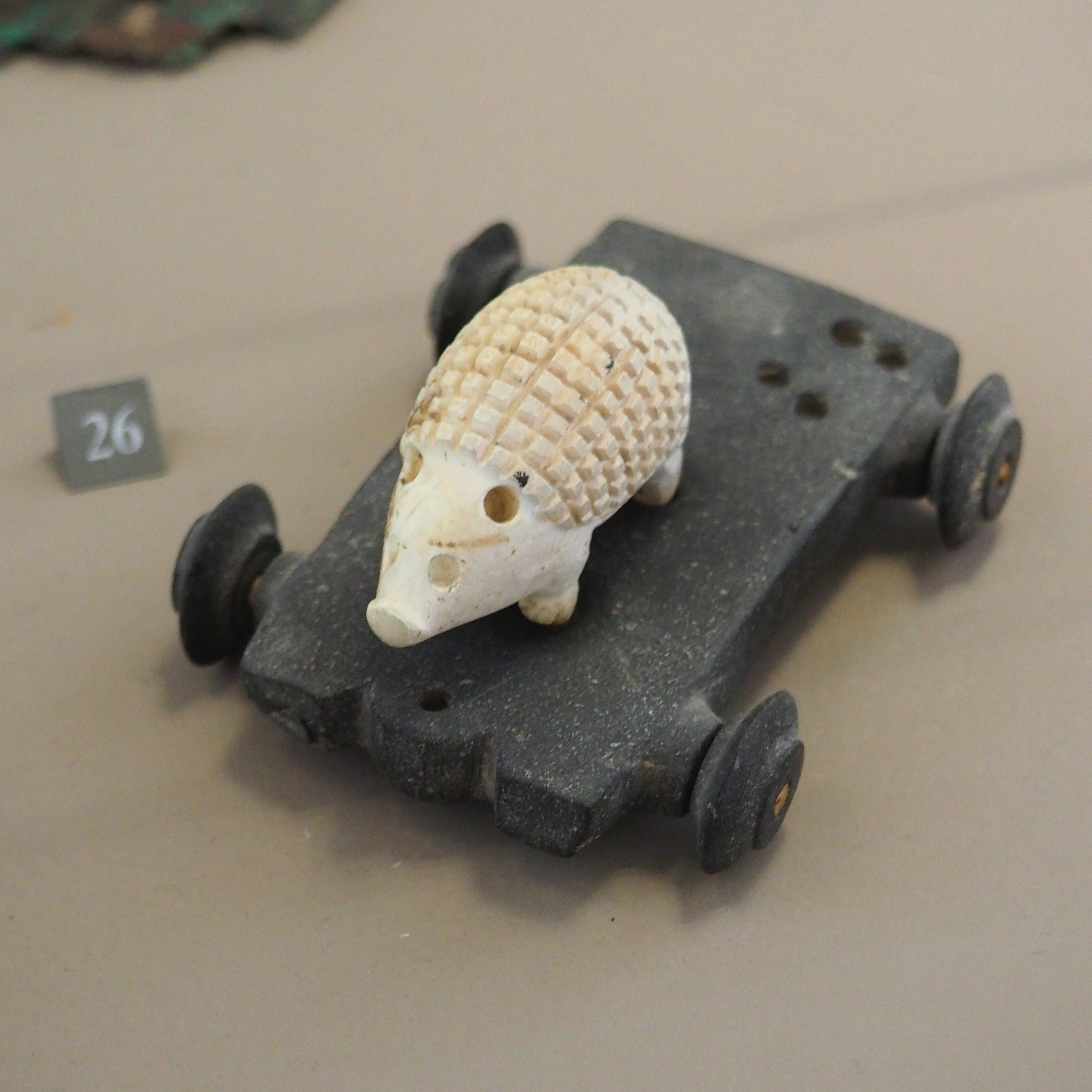

Ёжик на колёсах — среднеэламская детская игрушка, датируемая 1500—1200 годами до нашей эры. Размер — 6,8 см в высоту и 5,5 см в длину. Сделана из битума и известняка. Возможно, сузианские дети при дворе играли с этой игрушкой, тянув её за веревку. Хранится в Лувре, в департаменте Ближнего Востока.
Игрушка найдена в Сузах на юго-западе Ирана в начале XX в. в тайнике вместе с другими артефактами (лев на колесах, бронзовые статуэтки, украшения, слитки золота и фрагменты игры «58 лунок»). Найденный тайник связан со святилищем Иншушинак — возможно, подношение.
«Ученые также указали на религиозный подтекст фигурок людей или животных на колесах, предполагая, что они были чисто вотивными подношениями. Конечно, игрушка могла стать подношением, посвященным божеству или похороненным рядом с умершим человеком».